# Campo Largo (Argentina)
Campo Largo é um município argentino, localizado no departamento
Independencia, na província do Chaco.

## Menções na cultura popular
Campo Largo é mencionada na canção Bandidos Rurales, composta por León Gieco: 
"Entre Campo Largo y Pampa del Infierno..."

## Demografia
Segundo o último censo, sua população estimada era de 7.980 habitantes (INDEC, 2001), o que representa um crescimento de 64% frente aos 4.863 habitantes (INDEC, 1991) do censo anterior. No município, a população estimada era de 10.743 habitantes (INDEC, 2001).